# Who Says

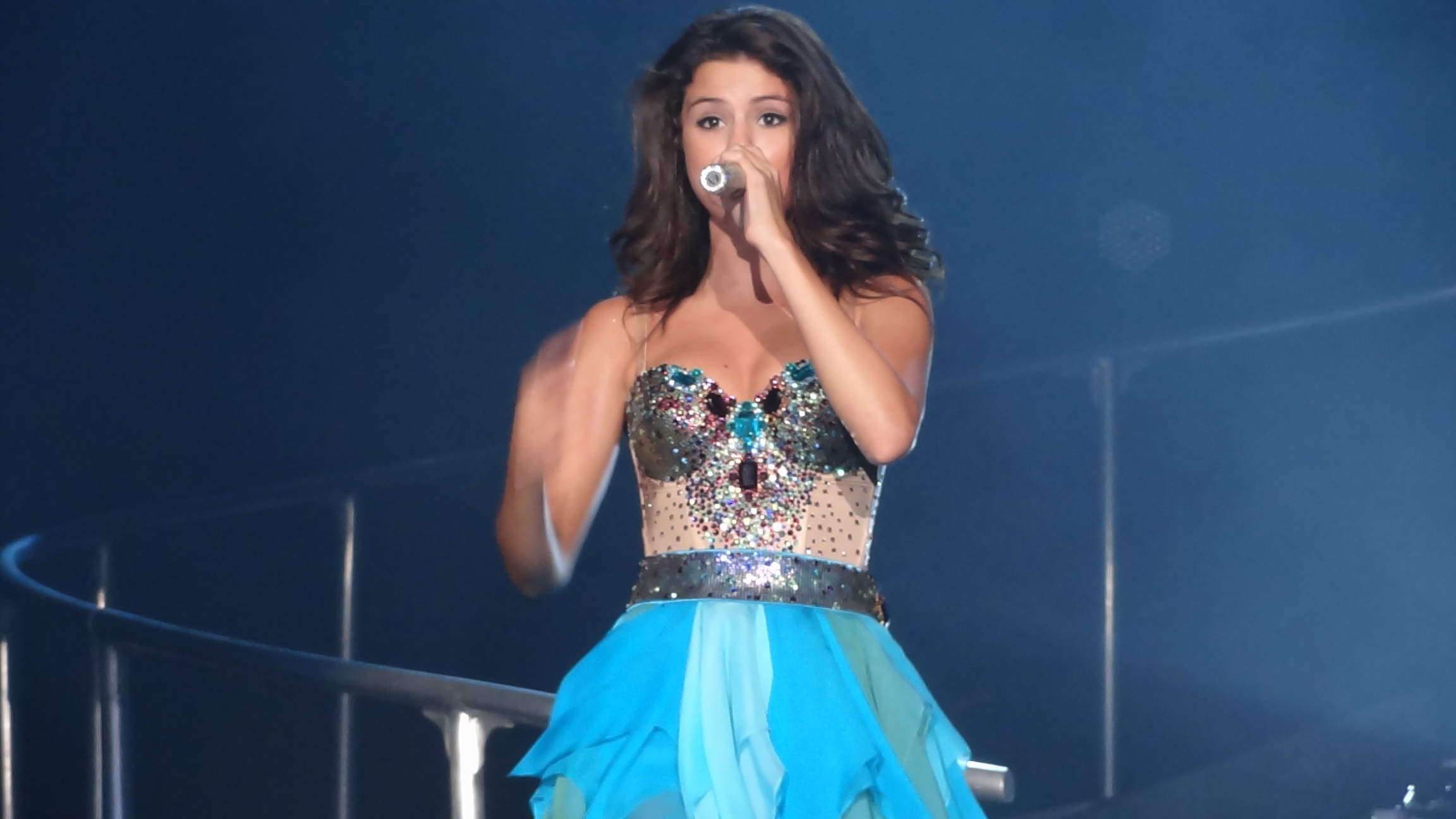
Selena Gomez singt Who Says live in Las Vegas (September 2011)

Who Says ist ein Lied der amerikanischen Pop-Band Selena Gomez & the Scene. Es ist die erste Single aus dem Album When the Sun Goes Down, welches im Sommer 2011 erschien. In den lateinamerikanischen Ländern erschien außerdem eine spanische Version des Liedes namens Dices.

## Entstehung und Veröffentlichung
Who Says wurde von Emanuel Kiriakou und Priscilla Hamilton geschrieben und von Emanuel Kiriakou produziert. Es wurde am 14. März 2011 in Deutschland, Österreich und in der Schweiz veröffentlicht. Who Says war das erste Lied des Albums, welches Selena Gomez gehört hatte. Es war außerdem der Grund, aus dem sie das Album When the Sun Goes Down aufgenommen hatte. Die in Deutschland erschienene CD-Single beinhaltet als B-Seite das Lied Ghost of You aus dem vorherigen Album der Band, A Year Without Rain. Von vielen Kritikern wurde Who Says gelobt.
Es schließt sich weiteren Lieder an, in dem es um Mobbing geht, welche im Jahr 2011 erschienen sind. Beispiele wären We R Who We R von Kesha, Firework von Katy Perry, F**kin’ Perfect von Pink sowie Born This Way von Lady Gaga.

## Inhalt
In Who Says geht es laut Gomez darum, Leute zu inspirieren sich selbst zu beweisen und sich gegen seine Mobber durchzusetzen. Es spricht insbesondere Probleme während der Highschool-Zeit sowie des Cybermobbings an.
Persönlich sagte Gomez dazu, dass man auf sozialen Netzwerken jederlei Negatives gegenüberstehen müsse, dass man 1000 schöne Kommentare bekommen könne, aber ein einziger negativer könne dir den Tag vermiesen und dich erniedrigen. Jedes Mal, wenn sie Who Says höre, dann ginge es ihr viel besser. Sie hat das Lied nicht nur für andere geschrieben, sondern gleichzeitig eine Botschaft an sich selbst verfasst.

## Musikrichtung
Einzustufen ist Who Says als ein Teen Pop Lied mit Einflüssen von Indie-Pop. Es ist einer der wenigen Songs der Band, welche langsamer beziehungsweise ruhiger sind. Dazu gehören außerdem A Year Without Rain und My Dilemma.

## Musikvideo
Das Musikvideo zu Who Says wurde unter der Regie von Chris Applebaum gedreht. Es zeigt wie Gomez an einem Shooting teilnimmt und danach barfuß durch die Stadt schlendert. Im Laufe des Videos schminkt sie sich ab und zieht sich Alltagskleidung an. Zum Ende des Videos singt und feiert sie zusammen mit vielen Fans und ihrer Band am Strand, schließlich rennen alle ins Meer. Veröffentlicht wurde das Musikvideo am 11. März 2011 auf Vevo und hat bis jetzt über 197 Millionen Aufrufe. (Stand: August 2014)

## Kommerzieller Erfolg

### Chartplatzierungen
| ChartsChartplatzierungen       | Höchstplatzierung | Wochen |
| ------------------------------ | ----------------- | ------ |
| Deutschland (GfK)              | 44 (4 Wo.)        | 4      |
| Österreich (Ö3)                | 62 (2 Wo.)        | 2      |
| Vereinigte Staaten (Billboard) | 21 (20 Wo.)       | 20     |
| Vereinigtes Königreich (OCC)   | 51 (8 Wo.)        | 8      |

| ChartsJahrescharts (2011)      | Platzierung |
| ------------------------------ | ----------- |
| Vereinigte Staaten (Billboard) | 78          |

### Auszeichnungen für Musikverkäufe
| Land/Region                  | Auszeichnungen für Musikverkäufe (Land/Region, Auszeichnung, Verkäufe) | Verkäufe  |
| ---------------------------- | ---------------------------------------------------------------------- | --------- |
| Australien (ARIA)            | Platin                                                                 | 70.000    |
| Brasilien (PMB)              | 2× Platin                                                              | 120.000   |
| Dänemark (IFPI)              | Gold                                                                   | 45.000    |
| Neuseeland (RMNZ)            | Platin                                                                 | 30.000    |
| Norwegen (IFPI)              | Gold                                                                   | 50.000    |
| Vereinigte Staaten (RIAA)    | 4× Platin                                                              | 4.000.000 |
| Vereinigtes Königreich (BPI) | Silber                                                                 | 200.000   |
| Insgesamt                    | 1× Silber · 2× Gold · 8× Platin ·                                      | 4.470.000 |

Hauptartikel: Selena Gomez/Auszeichnungen für Musikverkäufe

## Preise
| Jahr | Preis             | Kategorie               | Lied     | Resultat |
| ---- | ----------------- | ----------------------- | -------- | -------- |
| 2011 | Teen Choice Award | Lieblings Musik: Single | Who Says | Gewonnen |
| 2011 | Vevo Certified    | 100 000 000 Aufrufe     | Who Says | Gewonnen |